# ビューティフル (マライア・キャリーの曲)
「ビューティフル」 (#Beautiful)は、マライア・キャリーの楽曲。客演にミゲルを迎えたこの曲は14枚目のスタジオ・アルバム『ミー。アイ・アム・マライア』から先行シングルとしてリリースされた。

## 解説
オリジナル・バージョンのミュージック・ビデオはジョセフ・カーンが監督を務めた。ビデオの中で登場するスピードスターはマライアの父が所有していたものである。
スパングリッシュ・バージョンの「#Hermosa」も制作され、このバージョンのミュージック・ビデオはカプリ島で撮影が行われた。
Jeezyをフィーチャリングしたリミックス・バージョンのビデオも制作されたが、撮影中に転倒して肩を脱臼するアクシデントが発生した。
Billboard Hot 100では最高位15位を記録、チャートには16週留まった。

## 収録曲
デジタル・ダウンロード
1. Beautiful (featuring Miguel) - 3:22

デジタル・ダウンロード（スパングリッシュ・バージョン）
1. Hermosa (Spanglish Version, featuring Miguel) - 3:21

デジタル・ダウンロード / リミックス
1. Beautiful (Remix, featuring Miguel and ASAP Rocky) - 3:21
2. Beautiful (Remix, featuring Miguel and Young Jeezy) - 3:23

## チャート成績
| チャート（2013年）               | 最高順位 |
| -------------------------------- | -------- |
| オーストラリア                   | 6        |
| アメリカ（Billboard Hot 100）    | 15       |
| イギリス（全英シングルチャート） | 22       |